# 공효진
공효진(1980년 4월 4일~)은 대한민국의 배우이다. 1999년 영화 《여고괴담 두번째 이야기》를 통해 배우 활동을 시작하였고 2000년 《가문의 영광》으로 텔레비전 드라마에도 데뷔했다. 이후 《화려한 시절》 《네 멋대로 해라》, 《품행제로》,《눈사람》, 《상두야, 학교가자》, 《건빵선생과 별사탕》, 《가족의 탄생》등의 드라마와 영화에 출연했다.
이후 2008년에 《미쓰 홍당무》에서 볼이 빨간 못난이 선생님 역으로 열연하여 대한민국 영화대상 여우주연상을 수상했다. 이후에도 《고맙습니다》, 《파스타》, 《최고의 사랑》, 《주군의 태양》, 《괜찮아, 사랑이야》, 《프로듀사》, 《질투의 화신》, 《동백꽃 필 무렵》까지 연달아 성공했고 《파스타》로 MBC 연기대상 최우수상, 《최고의 사랑》으로 백상예술대상 TV부문 여자 최우수연기상, 《동백꽃 필 무렵》으로 KBS 연기대상 대상을 수상했다.

## 경력
중학교 3학년 때인 1995년에 어머니와 남동생과 함께 오스트레일리아의 브리즈번으로 이민유학을 떠났다. 3년간 브리즈번에 머물면서 존 폴 칼리지 학교를 다녔으나 1997년 IMF 사태로 인해 가세가 기울면서 다시 대한민국으로 돌아왔다. 귀국 후 중흥고등학교에 진학하여 그 학교를 졸업했으며, 진로를 고민하던 중 오스트레일리아 유학 시절에 현지 모델 에이전시에 캐스팅된 것을 경험으로 모델 에이전시인 모델라인에 등록되어 모델 활동을 1년 동안 했다. 당시 같이 활동한 동기 모델로는 권상우와 최정원이 있었다.
1999년 공포영화 《여고괴담 두번째 이야기》를 통해 연기자로 데뷔하였으며, 이후 2000년부터 MBC 《가문의 영광》으로 시트콤 장르에 출연하면서 본격적인 연기 활동을 시작했다. 2001년에는 SBS 《화려한 시절》에서 장철진(류승범 분)을 짝사랑하는 버스차장 역을 소화하였고, 2002년 MBC 드라마 《네 멋대로 해라》에서는 발랄한 치어리더 역을 맡았다. 또한 영화 《품행제로》에서는 박중필(류승범 분)을 짝사랑하는 불량학생으로 출연했다.
2003년 드라마 《눈사람》에서 형부를 사랑하는 처제 '서연욱' 역을 선보여 인기를 끌었으며, 이어 《상두야 학교가자》에서는 비와 함께 극을 이끌어갔다. 2005년 SBS 《건빵선생과 별사탕》에서는 공유와 사랑을 키워나가는 '나보리' 역으로 로맨틱 코미디 장르에서 활약했다. 2006년 영화 《가족의 탄생》에 출연했고 뒤이어 2007년 드라마 《고맙습니다》에 출연했다. 2008년 영화 《미쓰 홍당무》에서는 안면홍조증 선생님 역으로 열연하여 대한민국영화대상 여우주연상을 수상했다.
2010년 드라마 《파스타》의 주연을 맡아 큰 인기를 모았다. 한편 2010년 12월에는 작가 활동도 병행해 환경에 대한 이야기를 담은 저서 《공효진의 공책》을 출간하였다. 2011년 차승원과 함께 출연한 드라마 《최고의 사랑》에서 '구애정'역을 맡아 또다시 인기를 얻게 되었고 시청자들의 많은 사랑을 받았다.
2013년 SBS 드라마 《주군의 태양》에서 귀신을 보는 여자 '태공실' 역을 연기하며 소지섭과 주연 배우로 출연했고 2014년에는 SBS 드라마 《괜찮아 사랑이야》에서는 정신과 의사 '지해수' 역을 소화했다. 2015년에는 드라마 《프로듀사》에서 음악PD '탁예진' 역으로 출연했다. 곧이어 2016년에는 SBS 드라마 조정석과 서지혜와 함께 출연한 《질투의 화신》에서 기상캐스터 '표나리' 역을 맡았다. 2016년 11월 개봉한 영화 《미씽》에서는 중국인 보모 역을 연기했다.
2019년 9월 18일부터 11월 21일까지는 KBS 《동백꽃 필 무렵》에서 오동백 역할을 맡아 KBS 연기대상에서 데뷔 20년만에 처음으로 대상을 수상하였다.

### 드라마
- 2001년 KBS2 단막극 《드라마시티 - 사랑하라 희망없이》
- 2001년 ~ 2002년 SBS 주말 특별기획 드라마 《화려한 시절》 ... 조연실 역
- 2002년 MBC 수목 미니시리즈 《네 멋대로 해라》 ... 송미래 역
- 2003년 MBC 수목 미니시리즈 《눈사람》 ... 서연욱 역
- 2003년 KBS2 월화 미니시리즈 《상두야, 학교가자》 ... 채은환 역
- 2005년 SBS 드라마 스페셜 《건빵선생과 별사탕》 ... 나보리 역
- 2007년 MBC 수목 미니시리즈 《고맙습니다》 ... 이영신 역
- 2010년 MBC 월화 미니시리즈 《파스타》 ... 서유경 역
- 2011년 MBC 수목 미니시리즈 《최고의 사랑》 ... 구애정 역
- 2013년 SBS 드라마 스페셜 《주군의 태양》 ... 태공실 역
- 2014년 SBS 드라마 스페셜 《괜찮아, 사랑이야》 ... 지해수 역
- 2015년 KBS2 금토 미니시리즈 《프로듀사》 ... 탁예진 역
- 2016년 SBS 드라마 스페셜 《질투의 화신》 ... 표나리 역
- 2019년 KBS2 수목 미니시리즈 《동백꽃 필 무렵》 ... 오동백 역
- 2025년 tvN 주말 미니시리즈 《별들에게 물어봐》 ... 이브 킴 역

### 시트콤
- 2000년 MBC 저녁 일일 시트콤 《가문의 영광》

### 영화
- 1999년 영화 《여고괴담 두번째 이야기》 ... 지원 역
- 2000년 영화 《여름이야기》 ... 한봄 역
- 2001년 영화 《선물》 ... MC 여 역 (우정출연)
- 2001년 영화 《킬러들의 수다》 ... 여일 역
- 2001년 영화 《화산고》 ... 소요선 역
- 2002년 영화 《철없는 아내와 파란만장한 남편 그리고 태권소녀》 ... 태권소녀 황금숙 역
- 2002년 영화 《품행제로》 ... 장나영 역
- 2002년 영화 《서프라이즈》 ... 인주 역 (특별출연)
- 2002년 영화 《긴급조치 19호》 ... 김민지 역
- 2005년 영화 《천군》 ... 김수연 역
- 2006년 영화 《가족의 탄생》 ... 선경 역
- 2007년 영화 《아들》 ... 딸 기러기 역 (목소리 특별출연)
- 2007년 영화 《행복》 ... 수연 역
- 2007년 영화 《M》 ... 은혜 역
- 2008년 영화 《다찌마와 리: 악인이여 지옥행 급행열차를 타라!》 ... 금연자 역
- 2008년 영화 《미쓰 홍당무》 ... 양미숙 역
- 2009년 영화 《지금, 이대로가 좋아요》 ... 명주 역
- 2010년 영화 《할 수 있는 자가 구하라》 ... 구하라 목소리 (목소리 출연)
- 2010년 영화 《소와 함께 여행하는 법》 ... 현수 역
- 2012년 영화 《러브픽션》 ... 희진 / 혜영 역
- 2012년 영화 《577 프로젝트》 ... 본인 역
- 2013년 영화 《고령화가족》 ... 오미연 역
- 2013년 영화 《그녀의 연기》 ... 영희 역
- 2016년 영화 《미씽: 사라진 여자》 ... 한매 역
- 2017년 영화 《싱글라이더》 ... 이수진 역
- 2017년 영화 《프로젝트 패기》 ... 본인 역 (특별출연)
- 2018년 영화 《지금 만나러 갑니다》 ... 한복녀 역 (특별출연)
- 2018년 영화 《도어락》 ... 조경민 역
- 2019년 영화 《뺑반》 ... 은시연 역
- 2019년 영화 《가장 보통의 연애》 ... 오선영 역
- 2022년 영화 《보통의 용기》 ... 공효진 / 본인 역
- 2025년 영화 《경주기행》 ... 장주 역

### 공연
- 2014년 연극 《리타 Educating Rita》 ... 리타 역

## 그 외 출연

### 텔레비전/라디오 프로그램
- 2000년 MBC 《전파견문록》
- 2001년 KBS2 《강력추천 고교챔프》 - 진행
- 2001년 SBS 러브FM 《공효진의 나는 1035다》
- 2001년 SBS 《도전 1000곡》
- 2005년, 2008년 MBC 《놀러와》
- 2011년 MBC 《황금어장 - 무릎팍도사》
- 2012년 SBS 《런닝맨》
- 2020년 MBC 《나 혼자 산다》 - 게스트
- 2020년 tvn 《삼시세끼 - 어촌 편》 - 게스트
- 2020년 tvn 《바퀴달린 집》 - 게스트
- 2021년 KBS2 《오늘부터 무해하게》 - 출연 및 기획
- 2021년 KBS1 《사사건건》 - 단체출연(오늘부터 무해하게 출연진)
- 2024년 tvN 《유 퀴즈 온 더 블럭》 - 게스트
- 2024년 tvN 《유 퀴즈 온 더 블럭》 - 특별출연

### 광고
- 2020년 : SSG닷컴, 맥심, 코오롱스포츠, 어뮤즈, 써스데이 아일랜드, 피아제 등
- 2019년 : SSG닷컴, 맥심, 피아제 등
- 2018년 : 빈치스, SSG닷컴, ERGHE 등
- 2017년 : 빈치스, SSG닷컴, 클리오, 삼성화재 다이렉트, ERGHE, 스테판크리스티앙 등
- 2016년 : 빈치스, SSG닷컴, 슈콤마보니, 젠틀몬스터, 클리오 등
- 2015년 : 클리오, 노스페이스, 햇츠온, 세컨플로어, 제이에스티나 레드, 빈치스, 슈콤마보니, SSG닷컴 등
- 2014년 : 비오템, 노스페이스, 삼성 디지털플라자, 참이슬, 햇츠온, 세컨플로어, 제이에스티나 레드, 스무디킹 등
- 2013년 : 비오템, 노스페이스, 삼성 디지털플라자 등
- 2012년 : 비오템, 닌텐도 3DS, LAP, 남양유업 맛있는 우유 GT 등
- 2011년 : 비오템, 하이트맥주 맥스, 코카-콜라 아쿠아리우스, 삼성카드 S클래스 등
- 2010년 : 하이트맥주 맥스, 노스페이스, 크리스챤 디올, 유니클로, 모토로라 디파이, 오리온제과 내츄럴치클껌 등
- 2009년 : 노스페이스
- 2007년 : 옥션
- 기타 : 파파이스, 밀리오레, 롯데제과 날씬감자, 오리온 예감(양동근과 함께 출연), 빙그레 매운콩라면(최상학과 함께 출연), 오리온 말랑쏙 초코쏙(신동욱과 함께 출연) 등

### 뮤직 비디오
- 덩그러니 - 이수영, 2003년
- 여전히 입술을 깨물죠  - 이수영, 2003년
- 갈색머리 - 윤건, 2003년

## 저서
- 《공효진의 공책》 2010년 12월 13일 ISBN 978-89-5605-506-0

## 경력
- 2006년 제2회 제천국제음악영화제 홍보대사
- 2006년 제5회 미쟝센단편영화제 코미디부문 명예심사위원
- 2009년 제11회 서울국제여성영화제 아시아 단편경선 심사위원장
- 2011년 호주 홍보대사
- 2011년 아시아나국제단편영화제 특별심사위원

## 수상 및 후보
| 연도 | 시상식                             | 부문                                            | 작품              | 결과 |
| ---- | ---------------------------------- | ----------------------------------------------- | ----------------- | ---- |
| 2001 | SBS 연기대상                       | 뉴스타상                                        | 화려한 시절       | 수상 |
| 2001 | 제22회 청룡영화상                  | 여우조연상                                      | 킬러들의 수다     | 후보 |
| 2002 | 제38회 백상예술대상                | TV부문 여자 신인연기상                          | 화려한 시절       | 수상 |
| 2002 | 제23회 청룡영화상                  | 여우조연상                                      | 화산고            | 후보 |
| 2002 | MBC 연기대상                       | 미니시리즈부문 여자 신인연기상                  | 네 멋대로 해라    | 후보 |
| 2002 | MBC 연기대상                       | 여자 인기상                                     | 네 멋대로 해라    | 수상 |
| 2003 | 제24회 청룡영화상                  | 여우조연상                                      | 품행제로          | 후보 |
| 2003 | MBC 연기대상                       | 여자 우수연기상                                 | 눈사람            | 후보 |
| 2003 | KBS 연기대상                       | 여자 우수연기상                                 | 상두야 학교가자   | 수상 |
| 2003 | KBS 연기대상                       | 베스트 커플상 (with 정지훈)                     | 상두야 학교가자   | 수상 |
| 2003 | KBS 연기대상                       | 여자 네티즌상                                   | 상두야 학교가자   | 수상 |
| 2006 | 제47회 테살로니키 국제 영화제      | 여우주연상                                      | 가족의 탄생       | 수상 |
| 2006 | 제5회 대한민국 영화대상            | 여우주연상                                      | 가족의 탄생       | 후보 |
| 2007 | 제6회 대한민국 영화대상            | 여우조연상                                      | 행복              | 수상 |
| 2007 | MBC 연기대상                       | 여자 최우수연기상                               | 고맙습니다        | 수상 |
| 2007 | MBC 연기대상                       | 베스트 커플상 (with 장혁)                       | 고맙습니다        | 후보 |
| 2008 | 제9회 대한민국 영상대전            | 영화배우부문 포토제닉상                         | 미쓰 홍당무       | 수상 |
| 2008 | 제29회 청룡영화상                  | 여우주연상                                      | 미쓰 홍당무       | 후보 |
| 2008 | 제7회 대한민국 영화대상            | 여우주연상                                      | 미쓰 홍당무       | 수상 |
| 2008 | 제11회 디렉터스 컷 시상식          | 올해의 연기자상                                 | 미쓰 홍당무       | 수상 |
| 2008 | 제9회 올해의 여성영화인상          | 연기상                                          | 미쓰 홍당무       | 수상 |
| 2008 | 제17회 부일영화상                  | 여우조연상                                      | M                 | 후보 |
| 2008 | 제16회 이천춘사대상영화제          | 여우조연상                                      | 행복              | 후보 |
| 2008 | 제45회 대종상                      | 여우조연상                                      | 행복              | 후보 |
| 2008 | 제2회 아시안 필름 어워즈           | 여우조연상                                      | 행복              | 후보 |
| 2009 | 제8회 뉴욕아시아영화제             | 떠오르는 아시아스타상                           | 미쓰 홍당무       | 수상 |
| 2009 | 제45회 백상예술대상                | 영화부문 여자 최우수연기상                      | 미쓰 홍당무       | 후보 |
| 2010 | CETV 6주년 기념                    | 아시아 10대 스타상                              | 파스타            | 수상 |
| 2010 | 제3회 스타일 아이콘 어워즈         | 스타일 리더상                                   | 빈칸              | 수상 |
| 2010 | MBC 연기대상                       | 베스트 커플상 (with 이선균)                     | 파스타            | 수상 |
| 2010 | MBC 연기대상                       | 여자 최우수연기상                               | 파스타            | 수상 |
| 2011 | 제5회 Mnet 20's Choice             | 핫 드라마스타 여자상                            | 최고의 사랑       | 수상 |
| 2011 | 제5회 Mnet 20's Choice             | 핫 스타일 아이콘상                              | 빈칸              | 수상 |
| 2011 | MBC 연기대상                       | 베스트 커플상 (with 차승원)                     | 최고의 사랑       | 수상 |
| 2011 | MBC 연기대상                       | 여자 인기상                                     | 최고의 사랑       | 수상 |
| 2011 | MBC 연기대상                       | 미니시리즈부문 여자 최우수연기상                | 최고의 사랑       | 수상 |
| 2012 | 제48회 백상예술대상                | TV부문 여자 최우수연기상                        | 최고의 사랑       | 수상 |
| 2012 | 제33회 청룡영화상                  | 인기스타상                                      | 러브 픽션         | 수상 |
| 2012 | 제33회 청룡영화상                  | 여우주연상                                      | 러브 픽션         | 후보 |
| 2013 | 제6회 스타일 아이콘 어워즈         | 10대 스타일 아이콘상                            | 빈칸              | 수상 |
| 2013 | 제6회 코리아 드라마 어워즈         | 여자 최우수연기상                               | 주군의 태양       | 후보 |
| 2013 | 제34회 청룡영화상                  | 인기스타상                                      | 고령화 가족       | 수상 |
| 2013 | SBS 연기대상                       | 미니시리즈부문 여자 최우수연기상                | 주군의 태양       | 후보 |
| 2013 | SBS 연기대상                       | 베스트 커플상 (with 소지섭)                     | 주군의 태양       | 후보 |
| 2014 | 제22회 대한민국문화연예대상        | 드라마부문 여자 최우수연기상                    | 괜찮아, 사랑이야  | 수상 |
| 2014 | SBS 연기대상                       | 미니시리즈부문 여자 최우수연기상                | 괜찮아, 사랑이야  | 수상 |
| 2014 | SBS 연기대상                       | 베스트 커플상 (with 조인성)                     | 괜찮아, 사랑이야  | 수상 |
| 2015 | 제3회 드라마피버 어워즈            | 베스트 키스신상 (with 조인성)                   | 괜찮아, 사랑이야  | 수상 |
| 2015 | 제3회 드라마피버 어워즈            | 베스트 커플상 (with 조인성)                     | 괜찮아, 사랑이야  | 후보 |
| 2015 | 제52회 대종상                      | 여자 인기상                                     | 빈칸              | 수상 |
| 2015 | 제5회 코스모 뷰티 어워즈           | 아시아 뷰티 아이콘상                            | 빈칸              | 수상 |
| 2015 | 제4회 에이판 스타 어워즈           | 미니시리즈부문 여자 최우수연기상                | 프로듀사          | 후보 |
| 2015 | KBS 연기대상                       | 여자 최우수연기상                               | 프로듀사          | 후보 |
| 2015 | KBS 연기대상                       | 미니시리즈부문 여자 우수연기상                  | 프로듀사          | 후보 |
| 2015 | KBS 연기대상                       | 베스트 커플상 (with 차태현)                     | 프로듀사          | 수상 |
| 2015 | KBS 연기대상                       | 베스트 커플상 (with 김수현)                     | 프로듀사          | 수상 |
| 2016 | InStyle 스타 아이콘                | 드라마 여자 배우 부문, 패셔니스타 여자 부문 1위 | 빈칸              | 수상 |
| 2016 | 스타의 밤 대한민국 톱스타상 시상식 | 배우부문 톱스타상                               | 미씽: 사라진 여자 | 수상 |
| 2016 | SBS 연기대상                       | 로맨틱코미디부문 여자 최우수연기상              | 질투의 화신       | 수상 |
| 2016 | SBS 연기대상                       | 베스트 커플상 (with 조정석)                     | 질투의 화신       | 후보 |
| 2017 | 제10회 코리아 드라마 어워즈        | 여자 최우수연기상                               | 질투의 화신       | 후보 |
| 2017 | 제22회 춘사영화상                  | 여우주연상                                      | 미씽: 사라진 여자 | 후보 |
| 2017 | 제37회 황금촬영상                  | 최우수 여우주연상                               | 미씽: 사라진 여자 | 수상 |
| 2017 | 제26회 부일영화상                  | 여우주연상                                      | 미씽: 사라진 여자 | 후보 |
| 2017 | 제54회 대종상                      | 여우주연상                                      | 미씽: 사라진 여자 | 후보 |
| 2017 | 제38회 청룡영화상                  | 여우주연상                                      | 미씽: 사라진 여자 | 후보 |
| 2017 | 제1회 엘르 스타일 어워즈           | 여배우부문 슈퍼 아이콘상                        | 빈칸              | 수상 |
| 2019 | KBS 연기대상                       | 대상                                            | 동백꽃 필 무렵    | 수상 |
| 2019 | KBS 연기대상                       | 여자 최우수연기상                               | 동백꽃 필 무렵    | 후보 |
| 2019 | KBS 연기대상                       | 중편드라마부문 여자 우수연기상                  | 동백꽃 필 무렵    | 후보 |
| 2019 | KBS 연기대상                       | 베스트 커플상 (with 강하늘)                     | 동백꽃 필 무렵    | 수상 |
| 2019 | KBS 연기대상                       | 여자 네티즌상                                   | 동백꽃 필 무렵    | 후보 |
| 2020 | 제56회 백상예술대상                | TV부문 여자 최우수연기상                        | 동백꽃 필 무렵    | 후보 |
| 2020 | 제15회 서울 드라마 어워즈          | 여자 연기자상                                   | 동백꽃 필 무렵    | 수상 |
| 2020 | 제11회 대한민국 대중문화예술상     | 국무총리 표창                                   | 빈칸              | 수상 |
| 2021 | 제7회 에이판 스타 어워즈           | 대상                                            | 동백꽃 필 무렵    | 후보 |
| 2021 | 제7회 에이판 스타 어워즈           | KT Seezn 스타상                                 | 동백꽃 필 무렵    | 후보 |
| 2021 | 제7회 에이판 스타 어워즈           | 아이돌챔프 여자 인기상                          | 동백꽃 필 무렵    | 후보 |